# Paolo Hurtado
Cristopher Paolo César Hurtado Huertas (Callao, 27 luglio 1990) è un calciatore peruviano, centrocampista del Cienciano.